# Rajský dvůr

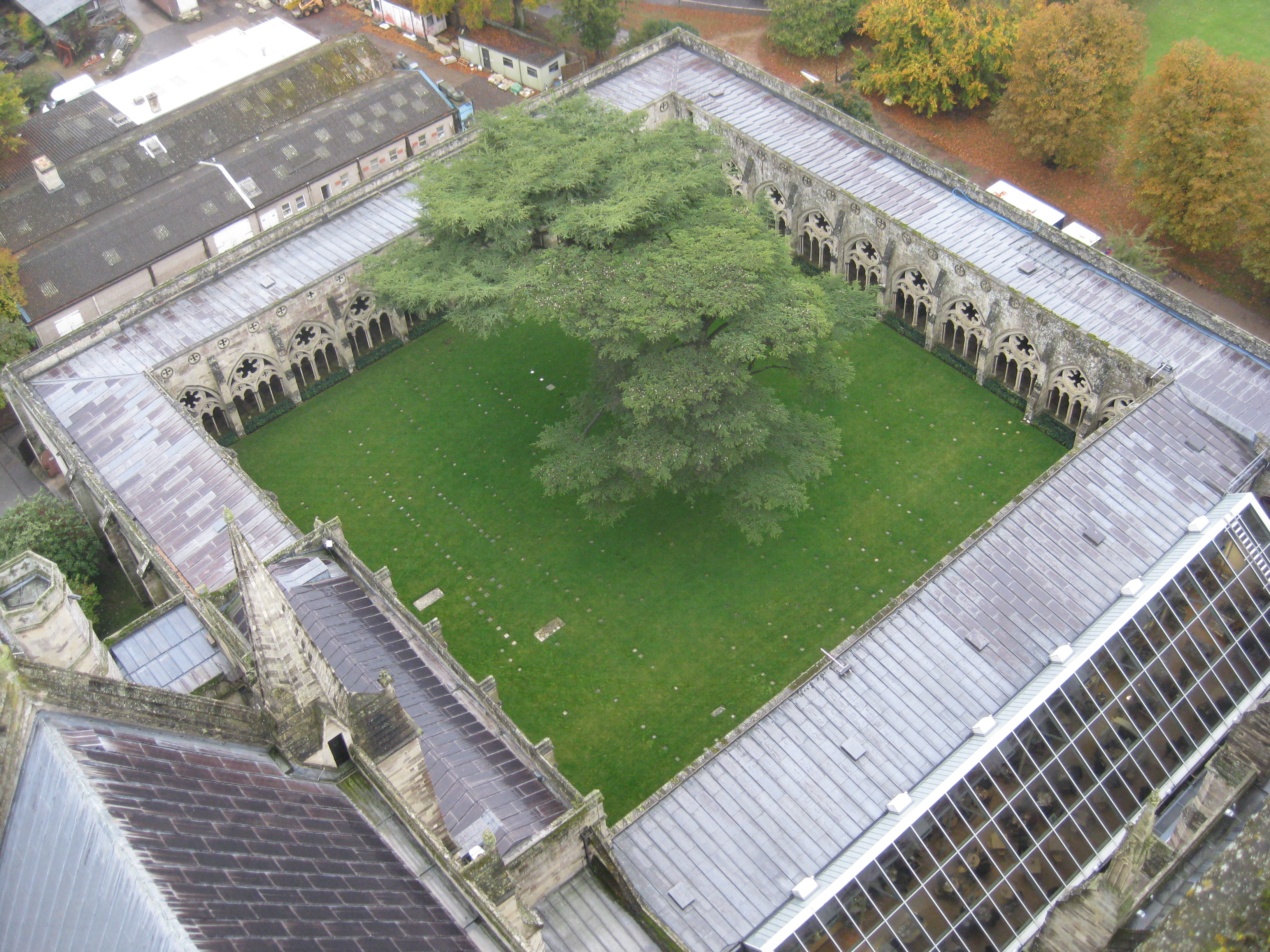
Rajský dvůr kláštera při katedrále v Salisbury (Anglie)

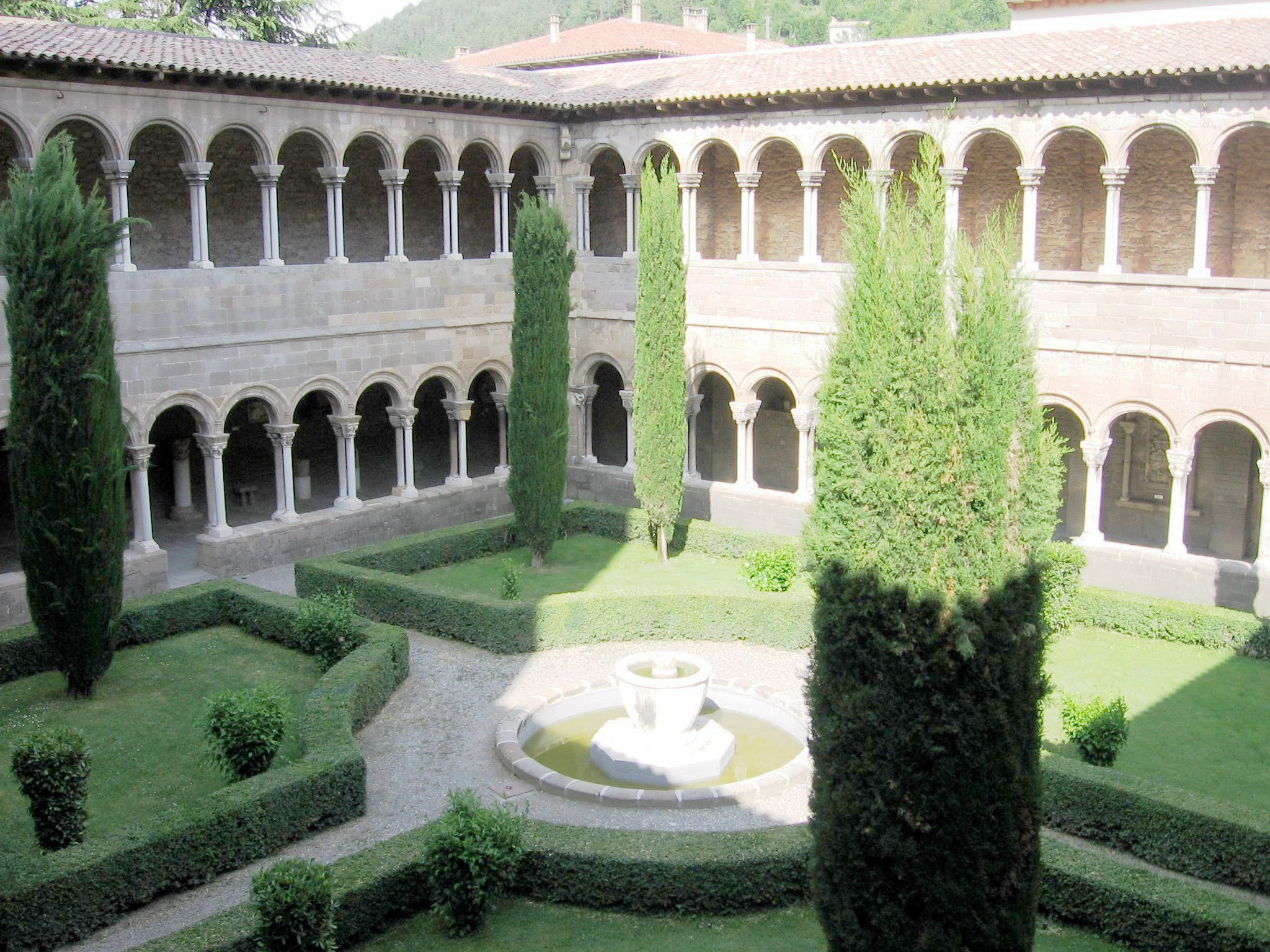
Rajský dvůr s křížovou chodbou v katalánském klášteře Ripoll

Rajský dvůr (lat. paradisus, claustrum) je čtvercové nebo pravoúhlé atrium uprostřed klášterních, kapitulních a podobných budov, lemované křížovou chodbou a obvykle upravené jako zahrada. Někdy se pro něj užívá i označení kvadratura nebo metonymicky křížová chodba.

## Účel

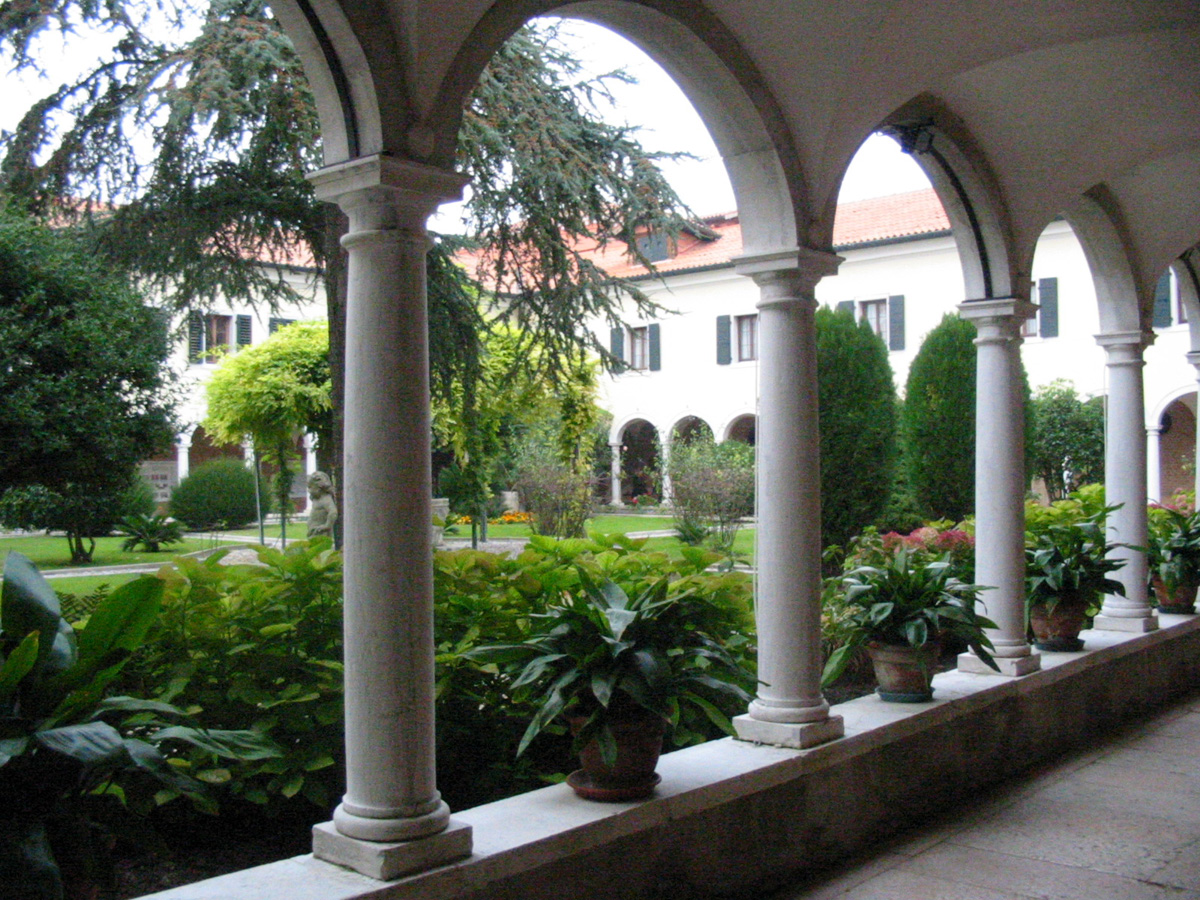
Rajský dvůr z křížové chodby, klášter San Lazzaro degli Armeni v Benátkách

Rajský dvůr je od raného středověku jádrem kláštera, kde se odehrává podstatná část mnišského života, oddělená od hospodářského provozu a okolního světa vůbec. Není přístupný veřejnosti a zejména osobám opačného pohlaví (klausura). Tvoří navenek uzavřený prostor (lat. claustrum) s krytým ochozem, který spojuje různé prostory kláštera (kapitulní síň, refektář, dormitář atd.) Obvykle zde byla také studna a plochu pokrýval trávník, případně s květinami a stromy.

## Historie
Podle J. Cibulky znamenal „rajský dvůr“ původně peristyl, vstupní nádvoří před chrámem, obvyklé u starověkých chrámů. Latinské paradisus je podle něho patrně perského původu (paradaiza, dvůr, posvátný okrsek) a teprve homonymií s latinským slovem pro „ráj“ (paradisus) dostalo v křesťanství symbolický význam. Takové peristyly jsou doloženy u mnoha starých křesťanských chrámů (Konstantinův chrám svatého Petra v Římě, kde peristyl později nahradilo Svatopetrské náměstí, dále bazilika v Nole aj.) a stavěly se pak i u karolinských klášterních kostelů v Německu a ve Francii (kláštery Lorsch, Cáchy, Essen aj.)
Od raného středověku se začaly stavět kláštery na odlehlých místech, kde vznikla také potřeba uzavření, případně obrany a oddělení. Klášterní budovy se tak uspořádaly do čtverce kolem dvora, na nějž se označení postupně přeneslo. Rajský dvůr byl pak podle řeholí různých středověkých řeholních řádů (benediktini, cisterciáci, kartuziáni) jádrem klášterního komplexu, k němuž přiléhaly ostatní důležité prostory. Označení claustrum se pak metonymicky přeneslo na celý klášter.
Uspořádání budov okolo čtvercového dvora s arkádami převzaly ještě ve středověku univerzity a školy, později i paláce a veřejné budovy.

## Galerie

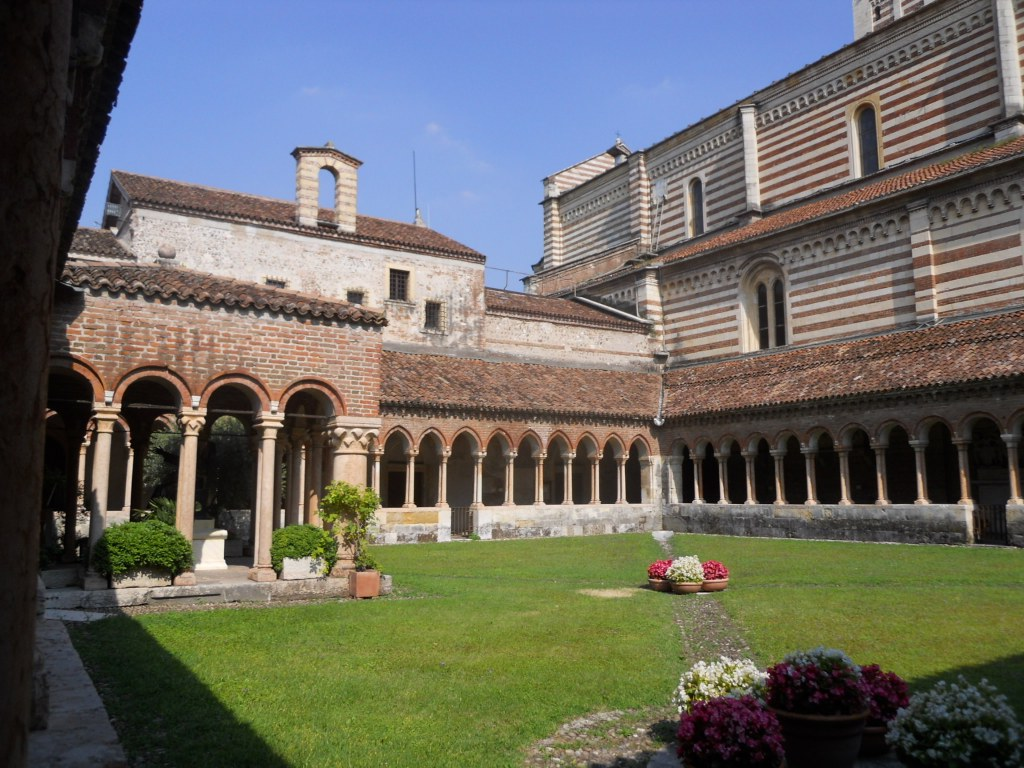
San Zeno Maggiore (Verona), Itálie
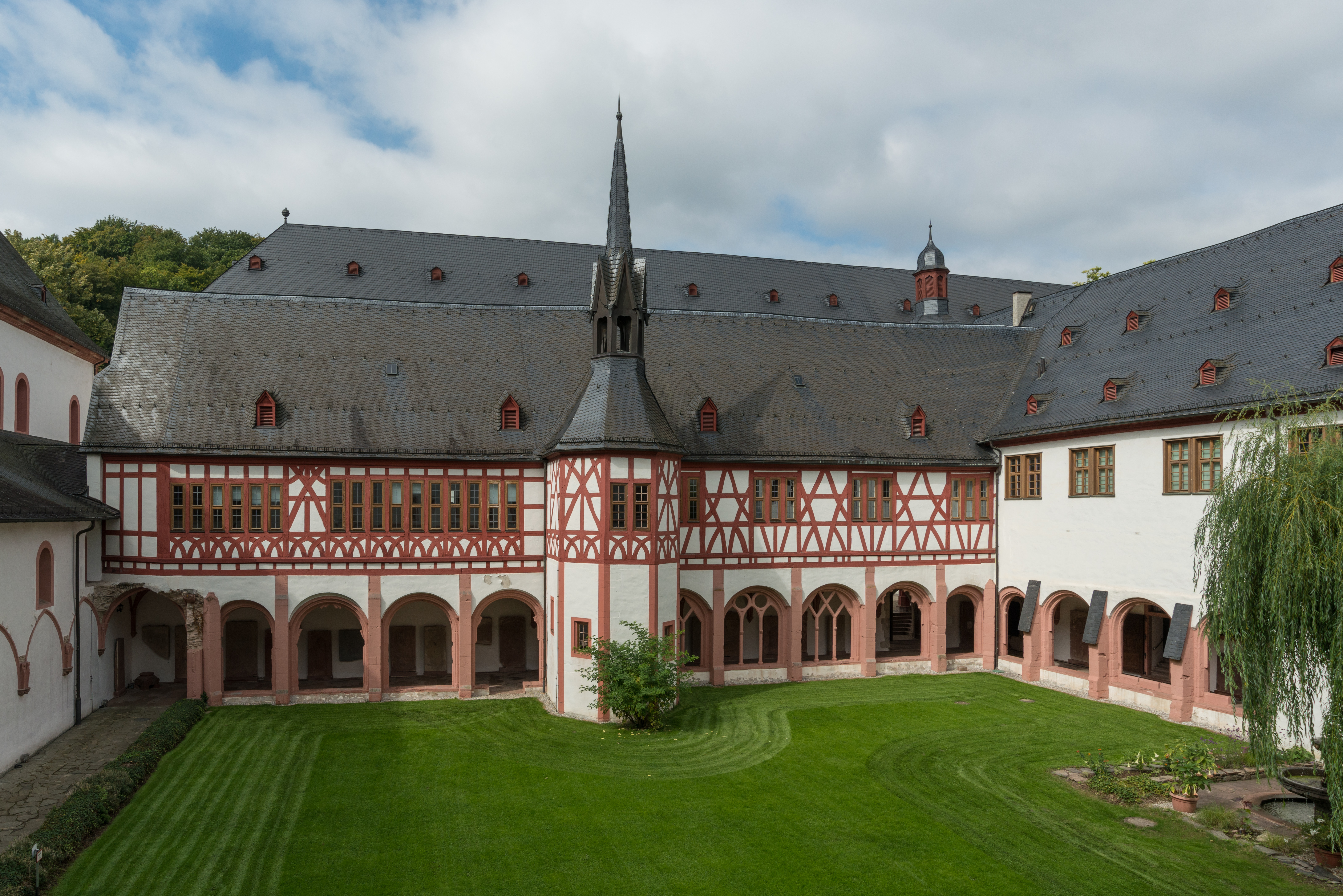
Klášter Eberbach, Německo
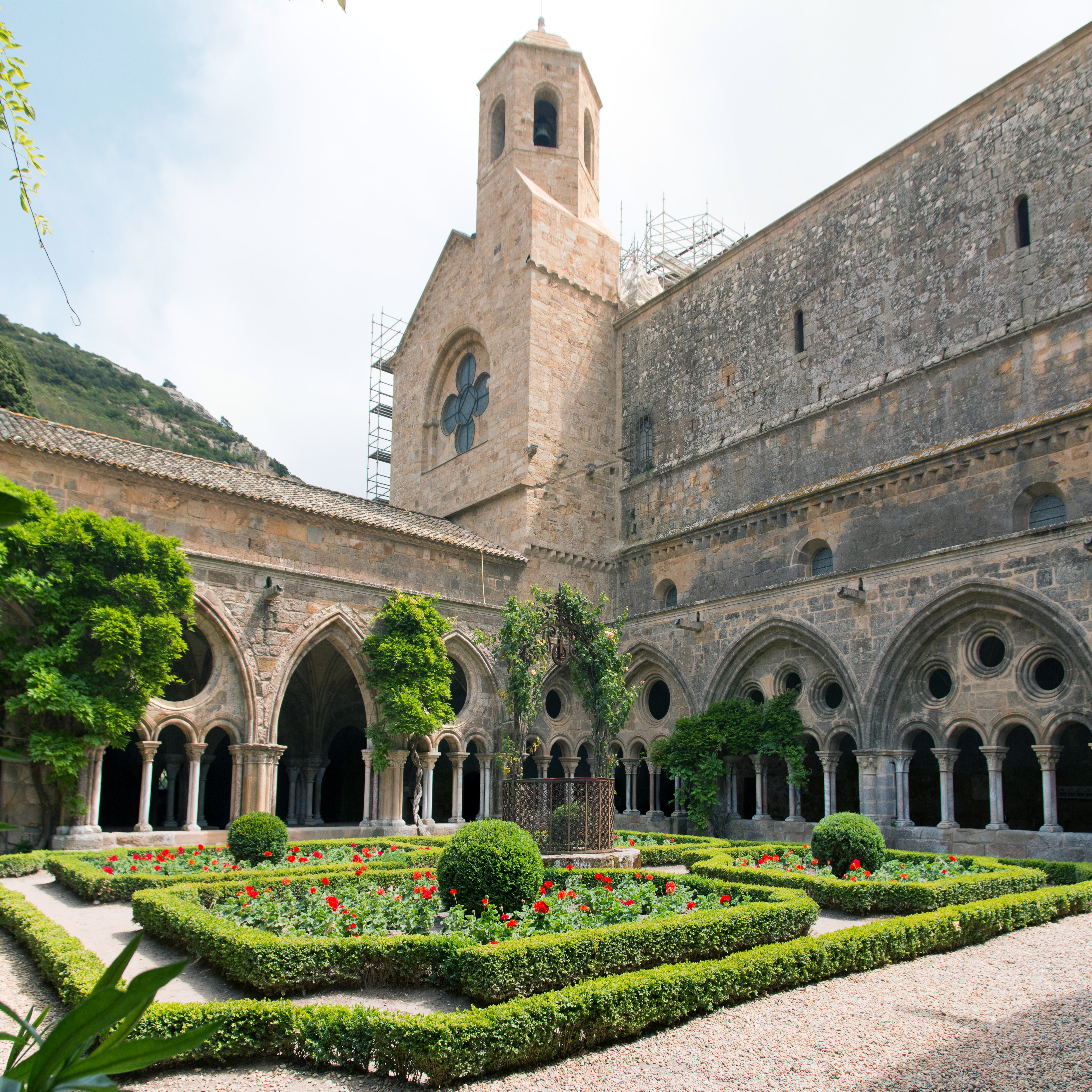
Klášter Fontfroide, Narbonne ve Francii
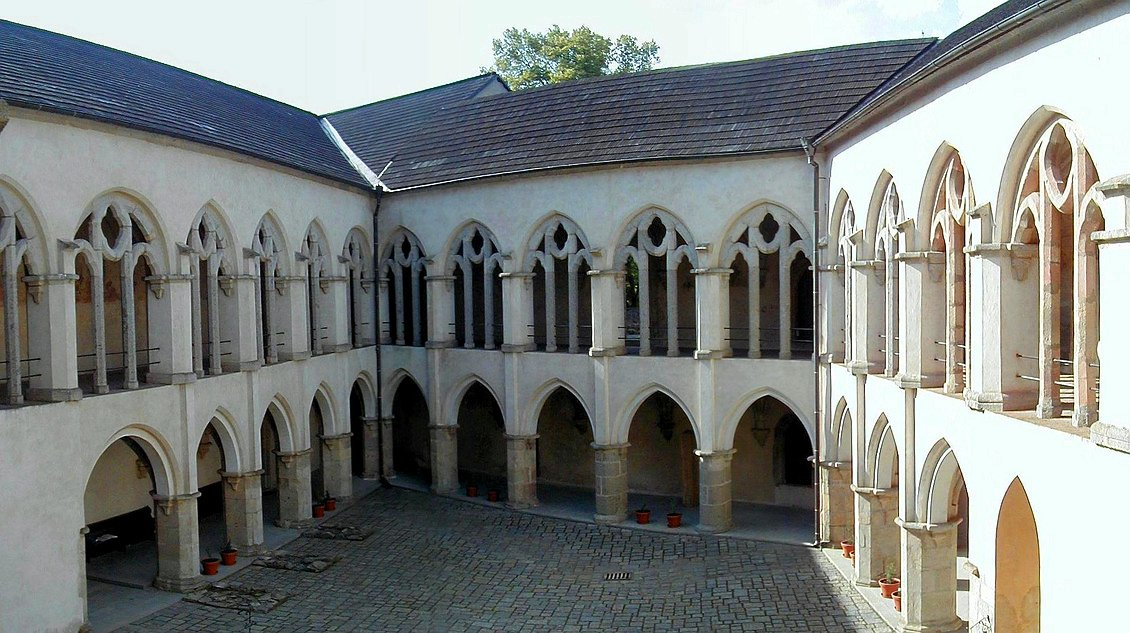
Nádvoří hradu Zvíkova
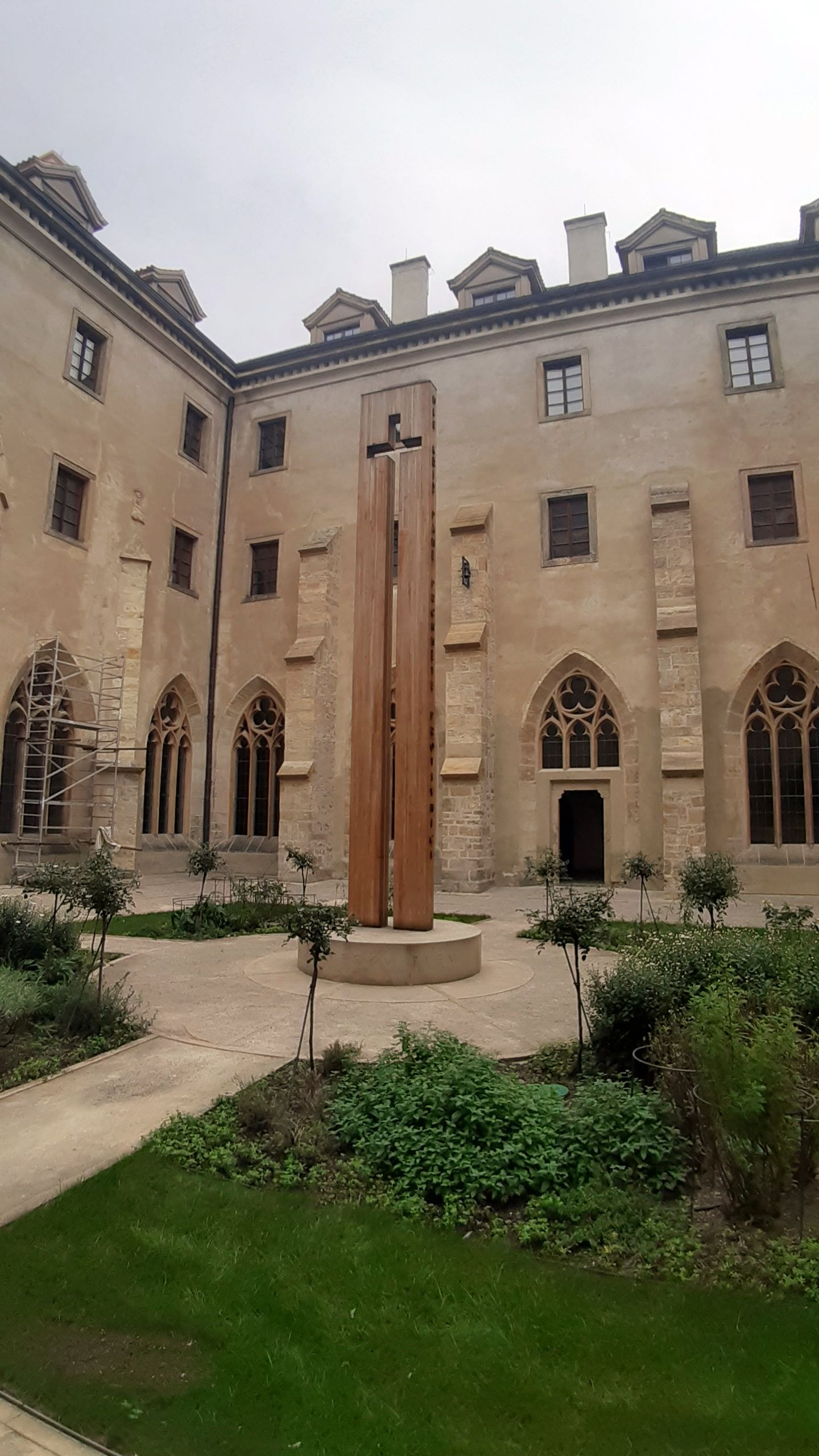
Emauzský klášter
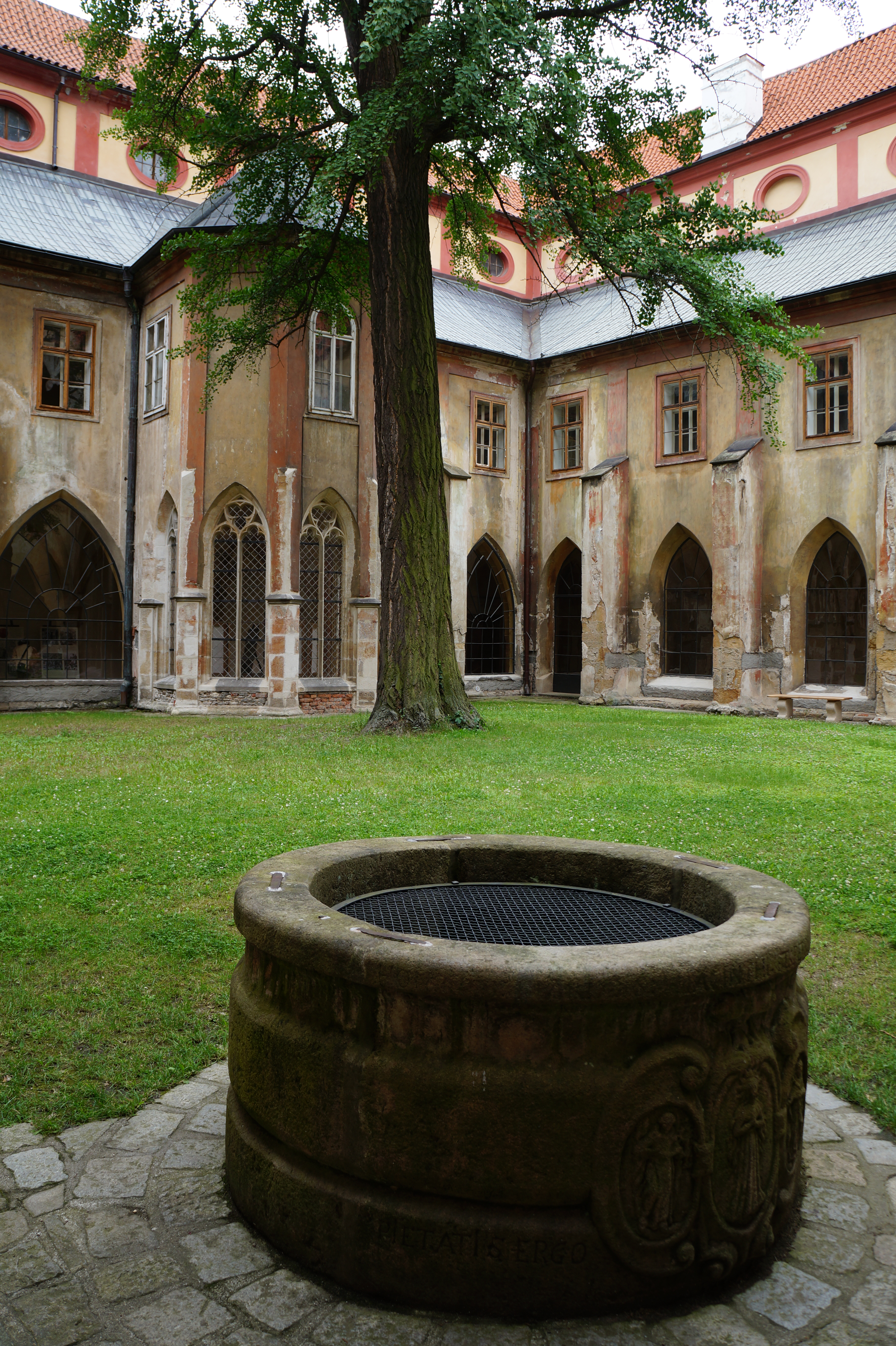
Dominikánský klášter (České Budějovice)
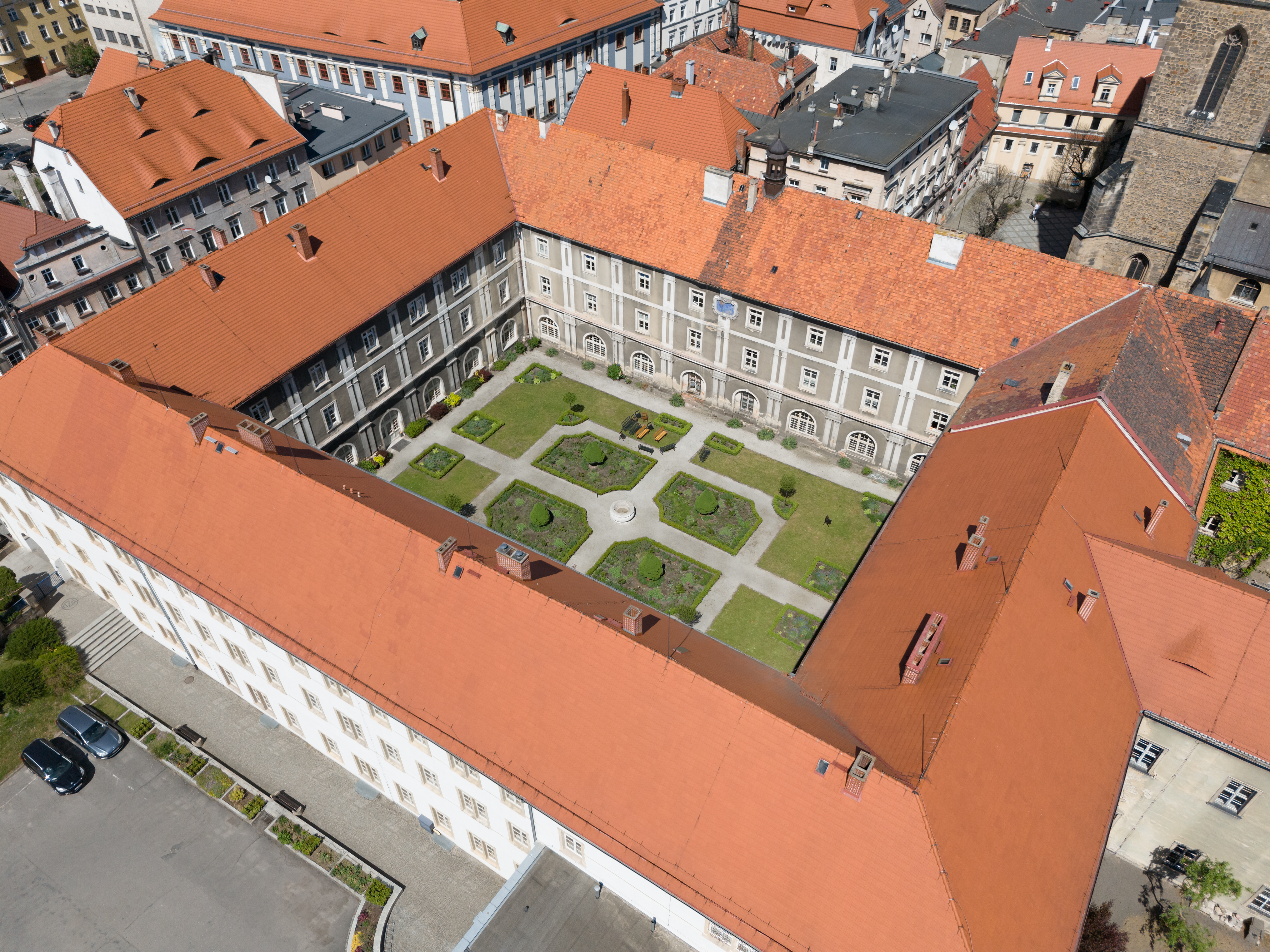
Kladsko